# Fåreklipning
|  | Denne artikel er oprettet af botten Steenthbot ud fra en ekstern database. Den kan derfor have sproglige fejl eller mangler. Denne skabelon kan fjernes efter kontrol af indholdet. |

Fåreklipning er en dansk dokumentarisk optagelse fra 1930.

## Handling
Fåreklipning ved Hvidbjerg på halvøen Salling i Limfjorden, Nordjylland, maj 1930.